# Order chlebowy

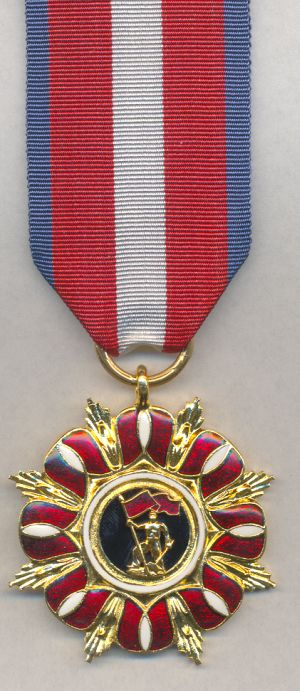
Najwyższy order spośród chlebowych – Order Budowniczych Polski Ludowej

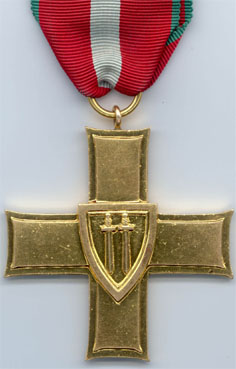
Order Krzyża Grunwaldu I klasy

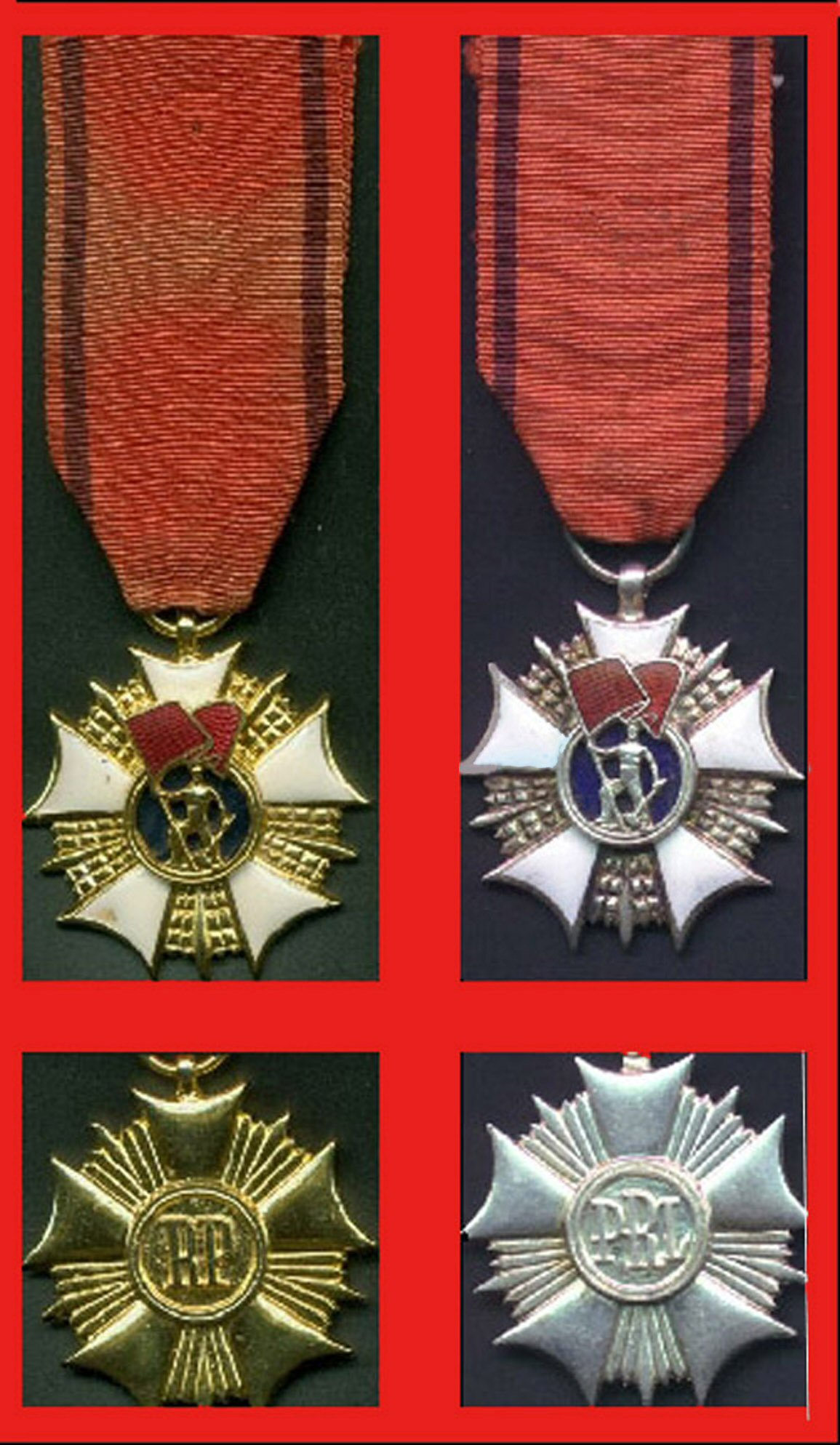
Awers i rewers obu klas Orderu Sztandaru Pracy

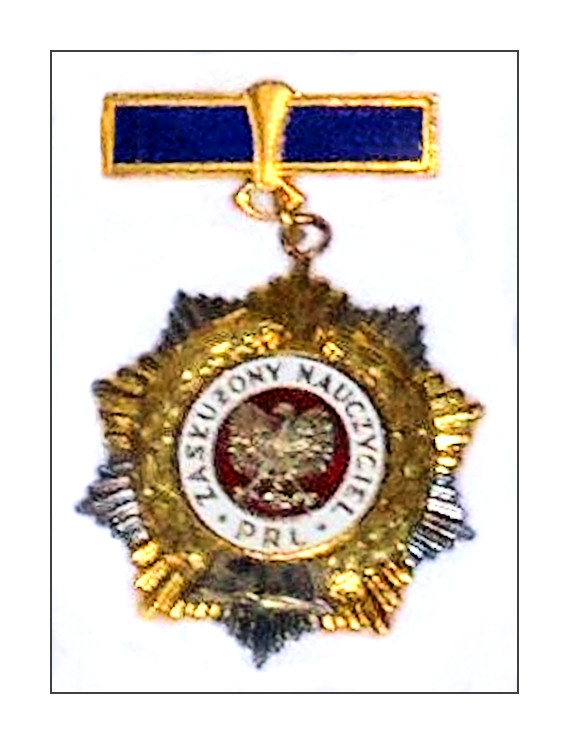
Odznaka tytułu honorowego „Zasłużony Nauczyciel PRL”.

Order chlebowy – potoczna nazwa dla wszystkich wysokich odznaczeń państwowych w Polskiej Rzeczypospolitej Ludowej (grupę tę tworzyło pięć orderów i jedno odznaczenie oraz piętnaście odznak tytułów honorowych), których nadanie dawało prawo do specjalnego dodatku do rent i emerytur (zwanego powszechnie dodatkiem chlebowym). Najbardziej znany był tak zwany krzyż chlebowy, czyli Krzyż Kawalerski Orderu Odrodzenia Polski, będący najniższą (piątą) klasą tego Orderu, który był nadawany automatycznie za 30 przepracowanych lat, na przykład nauczycielom (od 1972), górnikom, hutnikom, urzędnikom państwowym i pracownikom upowszechniania kultury (w latach osiemdziesiątych). Łączna liczba wszystkich odznaczeń chlebowych to około 900 tysięcy. Niezależnie od liczby posiadanych odznaczeń chlebowych osobom uprawnionym przysługiwał tylko jeden dodatek.

## Historia
W okresie II Rzeczypospolitej z tytułu posiadania wysokich wojskowych odznaczeń państwowych również przysługiwały dodatkowe uprawnienia finansowe, np. posiadacze Orderu Wojennego Virtuti Militari otrzymywali dożywotnio roczną pensję w wysokości 300 zł, a posiadacze Krzyża lub Medalu Niepodległości mogli ubiegać się o dodatkowe zaopatrzenie od państwa, które mogło być dziedziczone przez rodziców lub dzieci.
W PRL dodatki z tytułu odznaczeń państwowych – w postaci emerytury, renty inwalidzkiej lub renty rodzinnej – wprowadzono nowelizacją z 28 marca 1958 ustawy emerytalnej i potwierdzono ustawą z 31 stycznia 1959 o zaopatrzeniu emerytalnym funkcjonariuszy Milicji Obywatelskiej oraz ich rodzin. Przysługiwał początkowo osobom odznaczonym orderami: Budowniczych Polski Ludowej, Odrodzenia Polski, Virtuti Militari, Krzyża Grunwaldu, Sztandaru Pracy albo Krzyżem Walecznych, a także osobom posiadającym tytuły honorowe: „Zasłużony Górnik PRL”, „Zasłużony Nauczyciel PRL”, „Zasłużony Hutnik PRL”, „Zasłużony Kolejarz PRL”, „Zasłużony Stoczniowiec PRL”, „Zasłużony Portowiec PRL”, „Zasłużony Lekarz PRL”, „Zasłużony dla Zdrowia Narodu”, „Lotnik Kosmonauta PRL”, „Zasłużony Pilot Wojskowy PRL”. Wynosił 20% podstawy wymiaru świadczenia, nie mógł jednak przekroczyć 3 tys. zł. Dodatki te uwzględniała również nowa Ustawa Emerytalna z 1982. W 1984 dodano jeszcze tytuł honorowy „Zasłużony dla Kultury Narodowej”, a w 1985 jeszcze 4 tytuły: „Zasłużony Drukarz PRL”, „Zasłużony Energetyk PRL”, „Zasłużony dla Wymiaru Sprawiedliwości PRL” i „Zasłużony Rolnik PRL”.
W 1989 podniesiono wartość miesięczną dodatku do 25% emerytury lub renty, lecz jego wysokość dalej nie mogła przekraczać 3 tys. zł. W 1991 większość dodatków z tytułu odznaczenia państwowego została zniesiona. Prawa do niego zachowały jedynie osoby, które ukończyły 80 lat życia przed 31 grudnia 1990. W 1992 roku zniesiono Order Budowniczych Polski Ludowej, Order Krzyża Grunwaldu i Order Sztandaru Pracy oraz tytuły honorowe, z pozostawieniem prawa do ich posiadania przez wcześniej odznaczonych. Podczas weryfikacji akt komunistycznych „kombatantów”, wnioski o przyznanie chlebowych były szczególnym źródłem informacji dla komisji weryfikacyjnej, ponieważ były w nich podane liczby zabitych żołnierzy Armii Krajowej lub żołnierzy wyklętych np. ze Zrzeszenia Wolność i Niezawisłość. Denominacja z 1995 spowodowała zmniejszenie dodatku chlebowego do 30 gr na miesiąc, co wywoływało sprzeciw środowisk kombatanckich i ich wielokrotne apele o jego zniesienie, gdyż jego wysokość uważali za uwłaczającą. Ostatecznie wszelkie dodatki z tytułu odznaczeń wycofano 1 stycznia 1999.

## Statystyki nadań

### Ordery i odznaczenie
- Order Budowniczych Polski Ludowej – 305 nadań (8 odebrano)[15]
- Order Krzyża Grunwaldu – 5529 nadań[5]
- Order Odrodzenia Polski – 681 949 nadań[5]
- Order Sztandaru Pracy – 162 299 nadań[5]
- Order Virtuti Militari – 5189 nadań[5]
- Krzyż Walecznych – 38 771 nadań[16]

Łącznie – 894 052 nadań.

### Tytuły honorowe
W latach 1955–1986 nadano łącznie 10 380 tytułów honorowych, a w 1987 – 1315 tytułów. W III Rzeczypospolitej, po niewielkiej zmianie wyglądu odznaki (litery „PRL” zastąpiono „RP”), tytuły honorowe były nadal nadawane na mocy ustaw z czasów PRL do 1992. Łącznie (w latach 1955-1992) nadano ich: 14 650, z czego w latach 1991-92: 1242 (599+643).